# Харлампович, Константин Васильевич
Константи́н Васи́льевич Харлампо́вич (18 июля 1870, с. Рогачи, Брестский уезд, Гродненская губерния, Российская империя — 21 марта 1932, Киев, СССР) — российский и советский историк церкви, историк просвещения, богослов. Лауреат Уваровской премии. Член-корреспондент Петербургской АН с 1916 года, академик Украинской АН с 1919 года по 1928 год (исключён за «контрреволюционные взгляды»). Принадлежал к «западнорусской» исторической школе.

## Биография
К. Харлампович родился в селе Рогачи, Брестского уезда Гродненской губернии (ныне село в Милейчицкой гмине Семятыченского повята Подляского воеводства в Польше) в семье священника. Образование получал в Виленском духовном училище, которое окончил в 1884 году, Литовской духовной семинарии (1884—1890) и Санкт-Петербургской духовной академии, окончил которую в 1894 году со степенью кандидата богословия. После обучения он переехал в Казань, где в феврале 1895 года устроился преподавателем латинского языка в Казанской духовной семинарии, где преподавал по 1914 год.
20 марта 1899 года получил степень магистра. В 1900 году удостоился двух премий — Уваровской Академии наук (рецензент — проф. Пл. Н. Жукович) и Карповской Московского общества истории и древностей российских (рецензент — проф. С. Т. Голубев), за магистерскую диссертацию: «Западно-русские православные школы XVI и начала XVII в., отношение их к инославным, религиозное обучение в них и заслуги их в деле защиты православной веры и церкви», защищённую в 1899 году.
14 мая 1900 года стал приват-доцентом. В весенний семестр 1900/01 академического года читал «Историю русского раскола старообрядчества и единоверия», в осенний семестр — «Историю школ и духовного образования в России до начала XVIII ст.» Утверждён 25 августа 1909 году экстраординарным профессором Казанского университета по кафедре истории русской церкви историко-филологического университета. В 1914 году защитил докторскую диссертацию, а в 1916 году избран членом-корреспондентом Петербургской Академии наук.
Член Общества археологии, истории и этнографии при Казанском университете, которое советской властью было объявлено «средоточием отсталых и реакционных элементов, миссионеров, шовинистов и националистов».
Участвовал в спасении казанских музейных ценностей, реликвий, архивов от разграбления и уничтожения, за что подвергался преследованию со стороны большевиков, в 1918 году он был условно приговорён к расстрелу. После ухода из Казани белочехов и Комучевцев и установления советской власти были приняты попытки урегулировать музейную и культурную жизнь региона, к работе были привлечены старые специалисты.
В 1919 году был назначен членом созданного Казанского губернского подотдела по делам музеев и охраны памятников, а затем входил в Музейную комиссию при Академическом центре Татнаркомпроса. В 1919 году стал академиком Украинской Академии наук, и был внештатным сотрудником с 1920 по 1928 год.
В 1921—1922 годах преподавал математику в Казанской военной школе и латынь — в фармацевтическом техникуме.
Весной 1922 года его избрали председателем Общества археологии, истории и этнографии (ОАИЭ). Он представлял общество на первой Всероссийской конференции научных обществ по изучению местного края в Москве, стал членом-корреспондентом Центрального бюро краеведения при Академии наук. 1 февраля он стал учёным секретарём Центрального музея ТР, заведовал его научным архивом.
В 1924 году начались репрессии против руководства и членов ОАИЭ. В мае 1924 года К. Харлампович был снят с должности председателя Музейной комиссии Татнаркомпроса. В сентябре 1924 года было начато официальное следствие Татотделом ОГПУ по делу Харламповича и группы учёных, входивших в Совет ОАИЭ — И. Сатрапинского, С. П. Шестакова, В. Ф. Смолина, С. И. Порфирьева, Н. В. Никольского и И. М. Покровского. Поводом для открытия дела стало поступление «сведений о группировке черносотенного элемента в Обществе археологии, истории и этнографии, противопоставляющей современным требованиям общественности именуемую ими „чистую науку“, в которой преобладали элементы рутины, отсталых идей, для чего использовались легальные возможности».
20 сентября 1924 года был арестован, а его квартира была подвергнута обыску (однако никаких улик найти не удалось). Тем не менее, его признали виновным по четырём статьям УК — 10, 69, 72 и 73, в том числе в «должностных преступлениях», «хранении и распространении контрреволюционной литературы» и в «дискредитировании Советской власти». Он был приговорён к административной высылке за пределы ТАССР на три года. За смягчение наказания ходатайствовали А. В. Луначарский, руководители Российской и Украинской академий наук, но для ОГПУ был важен этот показной процесс в целях устрашения научной общественности.
Был отправлен в Оренбург 1 марта 1925 года, где снова был арестован. 10 июня 1925 года его дело было рассмотрено вторично, и он был выслан в Актюбинск, а затем в Тургай.
После отбытия ссылки ему было запрещено Особым совещанием проживать в Казани и ещё шести крупных городах в течение трёх лет. Ему удалось перебраться на Украину, он поселился в Нежине и занимался исследованиями, дописывал свою книгу «Малороссийское влияние на великорусскую церковную жизнь» (которую так и не успел закончить).
В 1928 году был исключён из числа академиков Украинской АН по приказу украинского наркома просвещения Н. А. Скрыпника, но несмотря на это продолжал свою научную деятельность в ВУАН, в том числе в исторической секции М. С. Грушевского, печатался в журналах «Украина» и «Архівна справа», работал в Комиссии социально-экономической истории Д. Багалея и в Педагогической комиссией ВУАН.
Скончался 21 марта 1932 года в Киеве. Реабилитирован 4 февраля 2003 года.

## Труды

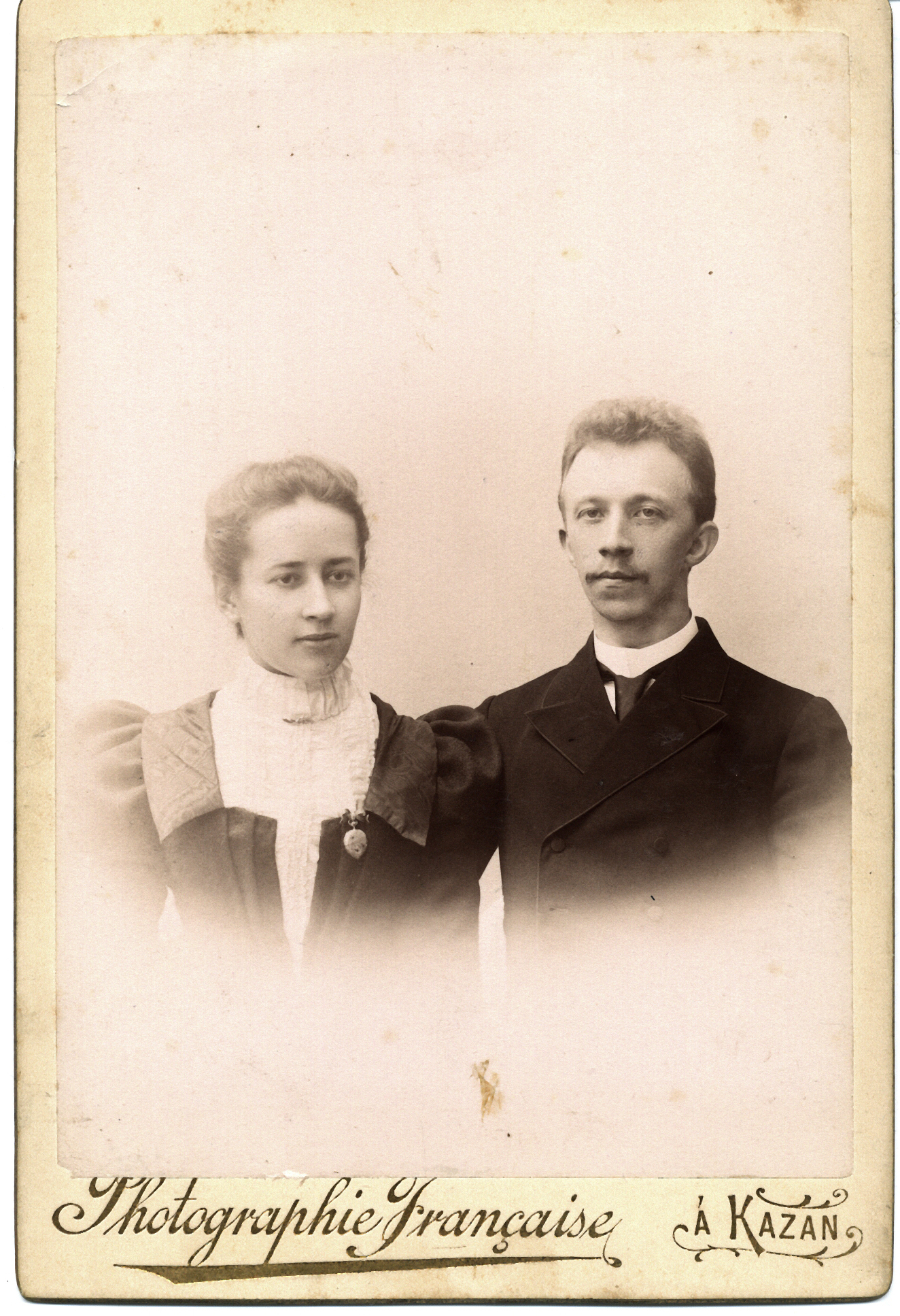
Константин Васильевич со своей супругой Верой Петровной.

- К истории западнорусского просвещения. Виленская братская школа в первые полвека своего существования // Литовские епархиальные ведомости, 1897. — № 16, 17, 19—22.
- Острожская православная школа. Историко-критический очерк // Киевская старина, 1897. Т. 57. — № 5. — С. 177—207; № 6. — С. 363—388.
- Западнорусские православные школы XVI и начала XVII века, отношение их к инославным, религиозное обучение в них и заслуги их в деле защиты православной веры и церкви. — Казань, 1898. — XIII, 524, LXII с.
- Западнорусские церковные братства и их просветительная деятельность в конце XVI и начале XVII в // Христианское чтение. —Санкт-Петербург, 1899. — № 2. — С. 372—390.
- Иосиф Курцевич, архиепископ суздальский, бывший владимирский и брестский, 1621—1624 // Волынские епархиальные новости, 1900. — № 13—15. (Отдельный оттиск — Почаев, 1900. — 39 с.)
- Новая библиографическая находка. Переводная статья кн. А. М. Курбского о силлогизме // Киевская старина, 1900. — № 8. — С. 211—214.
- К вопросу о сущности русского раскола старообрядства (Вступительная лекция в Казанском университете 13 сентября 1900) // Учёные записки Казанского университета, 1900. — № 12. — С. 133—152.
- П. Т. Семенинков-Зеркальников. «Литерат. Вестн.», 1901, VII.
- К вопросу о просвещении на Руси в домонгольский период. — Львов: Галицко-русская Матица, 1902. — 24 с. — Отт. из «Науч.-лит. сборника» Галицко-русской Матицы за 1901 г., кн. 4.
- Борьба школьных влияний в допетровской Руси. «Киевская Старина», 1902, VII—X.
- Известия И. Гмелина о Казани и о казанских инородцах, 1904.
- О христианском просвещении инородцев. Казань, 1904.
- О миссионерских переводах на инородческие языки. Казань, 1904.
- Казанские новокрещенские школы: к истории христианизации инородцев казанской епархии в XVIII в. — Казань: Типо-лит. Имп. Ун-та, 1905. — С.1— 91 // Известия Общества археологии, истории и этнографии. — Т. 21, вып.1.
- Архимандрит Макарий Глухарев: По поводу 75-летия Алт. миссии: С портр. и факсимиле Макария. — Санкт-Петербург: тип. М. Меркушева, 1905. — 130 с.
- К вопросу о погребальных масках и куклах у западно-сибирских инородцев. Казань, 1908.
- Афиноген Крыжановский: (Из истории культурного влияния Западной Руси на Восточную в XVII в.) // Сб. статей в честь Д. А. Корсакова. — Казань, 1913.
- Ртищевская школа. 1913.
- К биографии митр. Московского Филарета. 1914.
- Малороссийское влияние на великорусскую церковную жизнь. (Том I.) Казань, 1914.
- К истории борьбы с пьянством на Руси. 1915.
- Старообрядческие «свитки брачного сочетания». 1916.
- К истории борьбы с пьянством на Руси // Богословский вестник, 1915. — Т.1. — № 1. — С. 32—45.
- Старообрядческие «свитки брачного сочетания» // Богословский вестник. — № 3/4, 1916. — С. 494—515.
- «Восстание тургайських казак — киргизов 1916—1917 гг.: По рассказам очевидцев» (1926),
- «Нариси з історії грецької колонії в Ніжині (17—18 ст.)» (1929).
- Листування запорозьких козаків із султаном // Записки історично-філологічного відділу. Книга IV (1923). Київ, 1923. (на обложке 1924). С. 200—212.
- Малоросійська пісня 1791 р. // Україна. 1925. Кн. 3. С. 111.
- Платон Миколаевич Жукович. (Біографічний нарис) // Записки історично-філологічного відділу. Кн. VI (1925). У Київі, 1925. С. 247—258, порт.
- Восстание тургайских казак-киргиз в 1916—1917 гг. (По воспоминаниям очевидцев). — Кзыл-Орда, 1926. — С. 1—41 (оттиск из: Труды Общества изучения Казакстана. Т. VIII, кн. 2).
- Нові білоруські наукові видання // Записки історично-філологічного відділу. Кн. XX. У Київі, 1928. С. 343—351.
- Нариси з історії грецької колонії в Ніжені (XVII—XVIII ст.) // Записки історично-філологічного відділу. Кн. XXIV. — У Київі, 1929. С. 109—205.
- Нариси з історії грецької колонії в Ніжині (XVII—XVIII ст.). До історії національних меншостей в Україні. — Ніжин, 2011. 379 с.
- Polski wpływ na szkolnictwo ruskie w XVI i XVII st. Lwów, 1924.

Рецензии на такие издания:
- Пічэта У. Гісторыя Беларусі. Ч. 1. — М.; Л., 1924. — С. 3—134; Кн. III // Україна. 1925.
- WanczuryA. Szkolnictwo w starej Rusi. 1923 // Україна. 1926. І.
- Працы Беларускага Дзяржаўнага Універсітэту ў Менску. 1921—1922. № 1—7 // Україна. 1926. І. С. 159—160.
- Студинськтй К. Александр Духнович і Галичина // Україна. 1926. V. С. 170.
- Савич А. Западно-русские униатские школы XVII—XVIII вв. 1922 // Україна. 1927. Кн. 1—2. С. 200.